# Йон гідриду гелію
Іон гідриду гелію або йон гідридогелію(1+) або гелоній є катіоном (позитивно зарядженим іоном) з хімічною формулою HeH+. Він складається з атома гелію, зв’язаного з атомом водню з одним вилученим електроном. Його також можна розглядати як протонований гелій. Він є найлегшим гетероядерним іоном, і вважається першою сполукою, що утворилася у Всесвіті після Великого Вибуху.
Уперше йон був отриманий у лабораторії в 1925 році. Він стабільний ізольовано, але надзвичайно активний, і його не можна масово виробляти, оскільки реагує з будь-якою іншою молекулою при контакті. Відзначений як найсильніша відома кислота — сильніший навіть за фторантимонову кислоту — його знаходження в міжзоряному середовищі припускали ще з 1970-х років, і нарешті його було виявлено у квітні 2019 року за допомогою бортового телескопа SOFIA.

## Фізичні властивості
Іон водневого гелію є ізоелектронним з молекулярним воднем (H
2).
На відміну від диводневого іона H+
2, іон гідриду гелію має постійний дипольний момент, що полегшує його спектроскопічну характеристизацію. Розрахований дипольний момент HeH+ дорівнює 2,26 або 2,84 D. Електронна густина в іоні вища навколо ядра гелію, ніж водню, 80% заряду електрона ближчі до ядра гелію.
Спектроскопічне виявлення утруднене, оскільки одна з його найпомітніших спектральних ліній, 149,14 мкм, збігається з близнюком спектральних ліній, що належать метилідиновому радикалу ⫶CH.
Довжина ковалентного зв'язку в іоні 0,772 Å.

### Ізотопологи
Іон гідриду гелію має шість відносно стабільних ізотопологів, які відрізняються ізотопами двох елементів, а отже, загальним числом атомної маси (A) і загальною кількістю нейтронів (N) у двох ядрах.
- {\displaystyle {\ce {[^3He^1H]+}}}або {\displaystyle {\ce {[^3HeH]+}}}(A = 4, N = 1) [11][12]
- {\displaystyle {\ce {[^3He^2H]+}}}або {\displaystyle {\ce {[^3HeD]+}}}(A = 5, N = 2) [11][12]
- {\displaystyle {\ce {[^3He^3H]+}}}або {\displaystyle {\ce {[^3HeT]+}}}(A = 6, N = 3; радіоактивний) [11][13][14]
- {\displaystyle {\ce {[^4He^1H]+}}}або {\displaystyle {\ce {[^4HeH]+}}}(A = 5, N = 2) [15][16][17][12][18]
- {\displaystyle {\ce {[^4He^2H]+}}}або {\displaystyle {\ce {[^4HeD]+}}}(A = 6, N = 3) [12][16]
- {\displaystyle {\ce {[^4He^3H]+}}}або {\displaystyle {\ce {[^4HeT]+}}} (A = 7, N = 4; радіоактивний)

Усі вони мають три протони і два електрони. Перші три утворюються в результаті радіоактивного розпаду тритію в молекулах {\displaystyle {\ce {HT}}} = {\displaystyle {\ce {^1H^3H}}} , {\displaystyle {\ce {DT}}} = {\displaystyle {\ce {^2H^3H}}}, і {\displaystyle {\ce {T2}}} = {\displaystyle {\ce {^3H2}}} відповідно. Останні три можна отримати шляхом іонізації відповідного ізотополога в присутності гелію-4.
Наступні ізотопологи іона гелію гідриду, іона диводню {\displaystyle {\ce {H_{+2}}}} і триводневого іона {\displaystyle {\ce {H_{+3}}}} мають однакове загальне атомне масове число A:
- {\displaystyle {\ce {[^3HeH]+, [D2]+, [TH]+, [DH2]+}}}(A = 4)
- {\displaystyle {\ce {[^3HeD]+, [^4HeH]+, [DT]+, [TH2]+, [D2H]+}}}(A = 5)
- {\displaystyle {\ce {[^3HeT]+, [^4HeD]+, [T2]+, [TDH]+, [D3]+}}}(A = 6)
- {\displaystyle {\ce {[^4HeT]+, [TD2]+, [T2H]+}}}(A = 7)

Проте маси в кожному рядку вище не рівні, оскільки енергії зв’язку в ядрах різні.

### Нейтральна молекула
На відміну від іона гідриду гелію, нейтральна молекула гідриду гелію HeH не стабільна в основному стані. Однак він існує в збудженому стані як ексимер (HeH*), і його спектр уперше спостерігався в середині 1980-х років.
Нейтральна молекула є першим записом у базі даних Gmelin.

## Хімічні властивості та реакції

### Приготування
Оскільки HeH+ не може зберігатися в будь-якій придатній для використання формі, його хімію доводиться вивчати його формуванням in situ.
Реакції з органічними речовинами, наприклад, можна вивчати, створюючи похідний тритію з потрібної органічної сполуки. Розпад тритію до 3He+ з подальшим виділенням ним атома водню дає 3HeH+ який потім оточується органічним матеріалом і, у свою чергу, вступає в реакцію.

### Кислотність
HeH+ не може бути отриманий в конденсованій фазі, оскільки він віддає протон будь-якому аніону, молекулі або атому, з якими він контактує. Було показано, що він протонує O2, NH3, SO2, H2O і CO2, утворюючи O2H+, NH+
4, HSO+
2, H3O+ і HCO+
2 відповідно. Інші молекули, такі як оксид азоту, діоксид азоту, закис азоту, сірководень, метан, ацетилен, етилен, етан, метанол і ацетонітрил, теж реагують, але розпадаються через велику кількість виробленої енергії.
Фактично, HeH+ є найсильнішою відомою кислотою з протонною спорідненістю 177,8 кДж/моль. Гіпотетичну кислотність водної рідини можна оцінити за допомогою закону Гесса:
| HeH+(газ) | → | H+(газ)   | + He(газ) | +178 kJ/mol  | [ 26 ] |
| HeH+(рід) | → | HeH+(газ) |           | +973 kJ/mol  | (a)    |
| H+(газ)   | → | H+(рід)   |           | −1530 kJ/mol |        |
| He(газ)   | → | He(рід)   |           | +19 kJ/mol   | (b)    |
| HeH+(рід) | → | H+(рід)   | + He(рід) | −360 kJ/mol  |        |

(a) Оцінено так само, як і для Li+ (рід) → Li+ (газ).
(b) Оцінено на основі даних про розчинність.
Зміна вільної енергії дисоціації -360 кДж/моль еквівалентна до pKa, що дорівнює -63 при 298 К.

### Інші йони гелію-водню
До HeH+ можуть приєднуватися додаткові атоми гелію, утворюючи великі кластери, такі як He2H+, He3H+, He4H+, He5H+ і He6H+.
Катіон гідриду дигелію, He2H+, утворюється в результаті реакції катіона дигелію з молекулярним воднем:
He+
2 + H2 → He2H+ + H
Це лінійний іон з воднем у центрі.
Іон гідриду гексагелію He6H+ є особливо стабільним.
Інші іони гідриду гелію відомі або вивчені теоретично. Дігідрид-іон гелію, або дигідридогелій(1+), HeH+
2, спостерігали за допомогою мікрохвильової спектроскопії. Він має розраховану енергію зв’язку 25,1 кДж/моль, тоді як тригідридогелій(1+), HeH+
3, має розраховану енергію зв'язку 0,42 кДж/моль.

## Історія

### Відкриття в іонізаційних експериментах
Гідридогелій(1+), зокрема, уперше був опосередковано виявлений у 1925 році Т. Р. Гоґнессом та Е. Г. Лунном. Вони вводили протони з відомою енергією в розріджену суміш водню та гелію, щоби вивчити утворення іонів водню, таких як H+
, H+
2 і H+
3. Вони помітили, що H+
3 з'явився при тій же енергії пучка (16 еВ), що й H+
2, і його концентрація збільшувалася з тиском набагато більше, ніж у двох інших іонів. Із цих даних вони зробили висновок, що іони H+
2переносили протон молекулам, з якими вони зіткнулися, включаючи гелій.
У 1933 р. К. Бейнбридж використав мас-спектрометрію для порівняння мас іонів {\displaystyle {\ce {[^4He^1H]+}}}(іон гідриду гелію) і {\displaystyle {\ce {[^2H2 ^1H]+}}}(двічі дейтерований триводневий іон) для отримання точного вимірювання атомної маси дейтерію відносно атомної маси гелію. Обидва йони мають 3 протони, 2 нейтрони і 2 електрони. Він також порівняв {\displaystyle {\ce {[^4He^2H]+}}}(іон дейтериду гелію) з {\displaystyle {\ce {[^2H3]+}}} (іон тридейтерію), обидва з 3 протонами і 3 нейтронами.

### Ранні теоретичні дослідження
Перша спроба обчислити структуру йона HeH+ (зокрема, {\displaystyle {\ce {[^4He^1H]+}}}) за квантово-механічною теорією була зроблена Дж. Бічем у 1936 р. Покращені обчислення спорадично публікувалися впродовж наступних десятиліть.

### Методи розпаду тритію в хімії
Г. Шварц спостерігав у 1955 р., що розпад молекули тритію {\displaystyle {\ce {T2}}} = {\displaystyle {\ce {^3H2}}} повинен із високою ймовірністю генерувати іон гідриду гелію {\displaystyle {\ce {[^3HeT]+}}}.
У 1963 р. Ф. Какаче з Римського університету ла Сап'єнца розробив техніку розпаду для отримання й вивчення органічних радикалів та йонів карбенію. У варіанті цієї техніки екзотичні види, такі як катіон метонію, отримують шляхом взаємодії органічних сполук з {\displaystyle {\ce {[^3HeT]+}}}, що утворюється при розпаді {\displaystyle {\ce {T2}}}, який змішують з потрібними реагентами. Більшість знань про хімію {\displaystyle {\ce {[HeH]+}}}були отримані через цю техніку.

### Наслідки для експериментів з масою нейтрино
У 1980 р В. Любимов у лабораторії ІТЕФ у Москві стверджував, що виявив доволі значну масу спокою (30 ± 16) еВ для нейтрино, шляхом аналізу енергетичного спектра β-розпаду тритію. Твердження було оскаржене, і кілька інших груп вирішили перевірити його, вивчаючи розпад молекулярного тритію T
2. Було відомо, що частина енергії, що виділяється при цьому розпаді, буде спрямована на збудження продуктів розпаду, в т.ч. {\displaystyle {\ce {[^3HeT]+}}}; і це явище може бути значним джерелом помилки в цьому експерименті. Це спостереження спонукало до численних зусиль для точного обчислення очікуваних енергетичних станів цього йона, що б зменшило невизначеність цих вимірювань. З тих пір обчислення були багатьма покращені й існує досить добра узгодженість між обчислювальними та експериментальними властивостями; в тому числі для ізотопологів {\displaystyle {\ce {[^4He^2H]+}}}, {\displaystyle {\ce {[^3He^1H]+}}} і {\displaystyle {\ce {[^3He^2H]+}}}.

### Спектральні передбачення та виявлення
У 1956 р. М. Кантвелл теоретично передбачив, що спектр коливань цього йона має бути спостережуваним в інфрачервоному діапазоні й спектри дейтерію та звичайних ізотопологів водню ({\displaystyle {\ce {[^3HeD]+}}} і  {\displaystyle {\ce {[^3He^1H]+}}}) мають лежати ближче до видимого світла, а тому їх легше спостерігати. Перше виявлення спектру зроблено Д. Толлівером та іншими в 1979 році при хвильових числах між 1700 і 1900 см −1. У 1982 році П. Бернат і Т. Амано виявили дев'ять інфрачервоних ліній між 2164 і 3158 хвилями на см.

### Міжзоряний простір
З 1970-х років вже вважалося, що HeH+ існує в міжзоряному середовищі. Його перше виявлення в туманності NGC 7027 повідомляється в статті, опублікованій у журналі Nature у квітні 2019 року.

## Поширення в природі

### Від розпаду тритію
Іон гідриду гелію утворюється під час розпаду тритію в молекулі HT або в молекулі тритію T2. Незважаючи на те, що молекула збуджена віддачею від бета-розпаду, вона залишається зв’язаною.

### Міжзоряне середовище
Уважається, що це перша сполука, яка утворилася ві Всесвіті і вона має фундаментальне значення для розуміння хімії раннього Всесвіту. Це пов’язано з тим, що водень і гелій були майже єдиними типами атомів, утворених під час нуклеосинтезу Великого вибуху. Зірки, утворені з первісного матеріалу, повинні містити HeH+, що може вплинути на їхнє формування та подальшу еволюцію. Зокрема, його сильний дипольний момент робить його важливим для непрозорости зірок з нульовою металічністю. Також вважається, що HeH+ є важливою складовою атмосфери багатих гелієм білих карликів, де він збільшує непрозорість газу і змушує зірку охолоджуватися повільніше.
HeH+ може утворюватися в охолоджувальному газі за дисоціативними ударами в щільних міжзоряних хмарах, таких як поштовхи, викликані зоряними вітрами, надновими і матеріалом, що витікає з молодих зірок. Якщо швидкість поштовху перевищує приблизно 90 кілометрів за секунду (56 миля/с), можуть утворюватися достатньо великі для виявлення його кількості. При виявленні викиди HeH+ будуть корисними індикаторами удару.
Було запропоновано кілька можливих місць де HeH+ може бути виявлений. Сюди входять холодні гелієві зірки, зони H II  та щільні планетарні туманності, як NGC 7027, де у квітні 2019 року, як повідомлялося, було виявлено HeH+.